# Falscher Kogel
Der Berg mit dem Namen Falscher Kogel (auch Falschkogel genannt) liegt in Österreich im Bundesland Tirol. Er gehört zu den Lechtaler Alpen und ist mit 2388 m ü. A. die höchste Erhebung des Habartkamms. Der Gipfel ist ein bekannter Aussichtsberg, der vom Hahntennjoch über den Normalweg leicht zu erreichen ist. Wegen seiner Steilheit verlangt der Weg Trittsicherheit und Schwindelfreiheit.

## Lage und Beschreibung
Der Falsche Kogel ist ein Gipfel der Lechtaler Alpen. Er liegt am Habartkamm und ist mit 2388 m ü. A. dessen höchster Gipfel. Der Habartkamm läuft in West-Ost-Richtung und wird nördlich vom Plötzigbach und südlich vom Hahntennjoch begrenzt. Westlich liegt die Hochpleisspitze (2349 m ü. A.) und östlich liegt die Heiterwand mit dem Maldongrat (2544 m ü. A.), die einerseits in die Gabelspitze (2581 m ü. A.) übergeht und andererseits über das Steinjöchle mit dem Falschen Kogel verbunden ist. Südseitig weist der Berg steile Gras- und Schotterhänge auf, während er Nordseitig in einer fast senkrechten, 250 m hohen Felswand abfällt, an deren Fuß bis in den Hochsommer Schneereste liegen.

## Erschließung und Zugang
Der Falsche Kogel ist ein bekannter Aussichtsberg und Kletterberg, der von der Hahntennjoch-Passstraße über das Steinjöchle gut erreichbar ist. Die größeren Talorte sind Elmen im Lechtal und Imst im Inntal, die über die Hahntennjoch-Passstraße miteinander verbunden sind.
Südlich des Falschen Kogels liegt die Anhalter Hütte.

## Alpinismus
Der Falsche Kogel kann vom Hahntennjoch oder der Anhalter Hütte über den Normalweg in einer Stunde unschwierig, aber ausgesetzt erreicht werden. Die steilen Hänge der Südostflanke verlangen Trittsicherheit und Schwindelfreiheit.
Von den Nordwandrouten werden drei regelmäßig wiederholt:
- Rampenweg: Logische Linie durch das nach rechts ziehende Rampensystem. Schwierigkeit III, es stecken nur wenige Haken.[4]
- Terrassenwanderung (E.Haselwanter, D. Blümel, 1985): Semi-alpine Route, die im linken Wandteil durch guten Fels von Band (Terrasse) zu Band verläuft. Die Route (Schwierigkeit V) ist solide mit Bohrhaken gesichert, es handelt sich aber um keine Plaisirroute.[5][6]
- Direkte Nordwand (Raich, Bauer, Penz und Schillfahrt, 1968): Toller, mit Bohrhaken gut sanierter  Klassiker um V+/VI-. Schöne Kletterei in rauen Plattenpassagen mit einer kurzen, kniffligen Schlüsselstelle.[4][7]

In dem Felsriegel auf der Südseite des Falschen Kogels, auf halber Höhe zwischen Hahntennjoch und Gipfel, befindet sich ein eher schweres Sportklettergebiet mit über 60 Routen. Die Routen wurden von unten eingerichtet und können mobile Sicherungsmittel verlangen. Viele Routen wurden saniert.

## Bilder

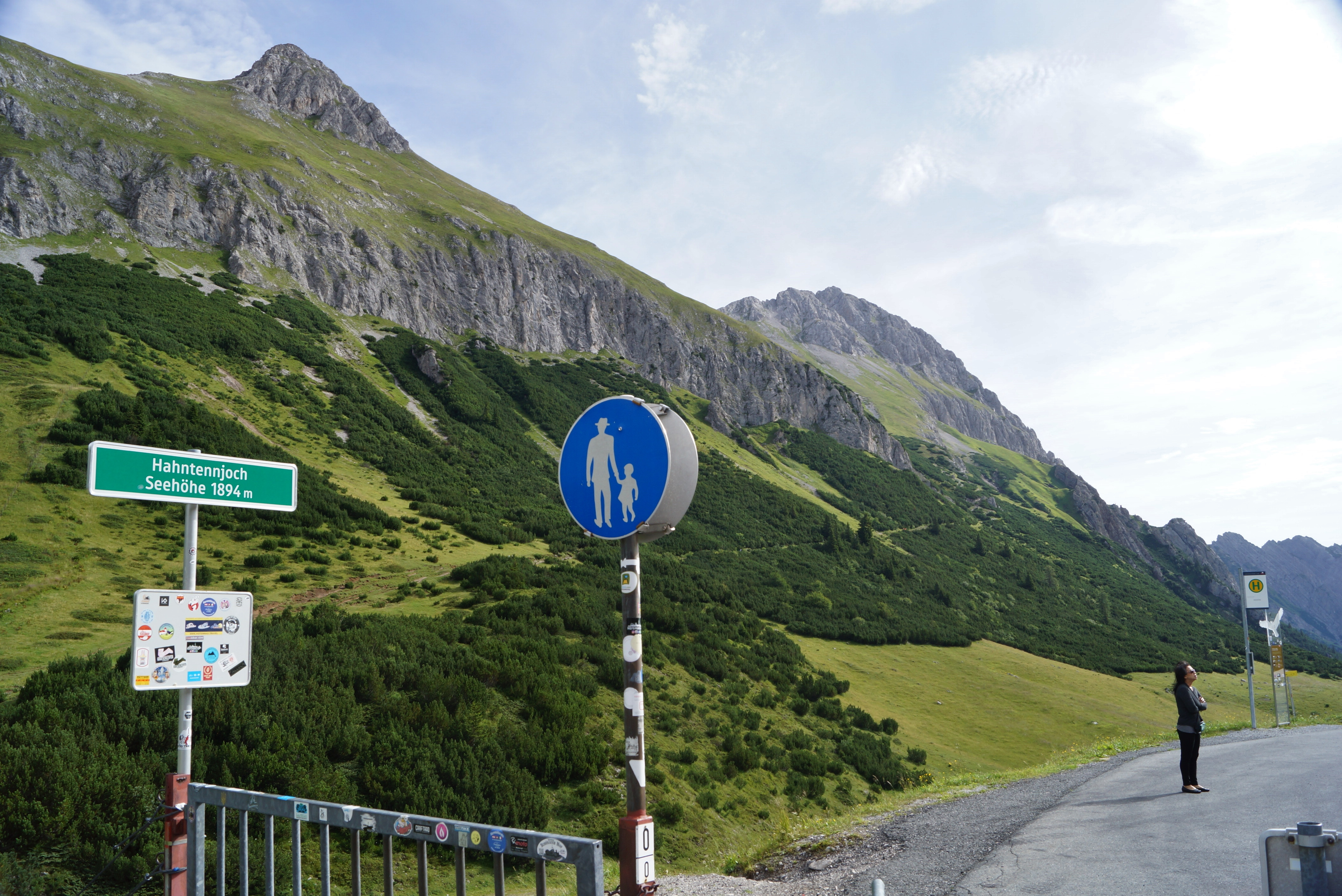
Falscher Kogel (links) vom Hahntennjoch aus gesehen. In dem Felsriegel sind Sportkletterrouten eingerichtet.
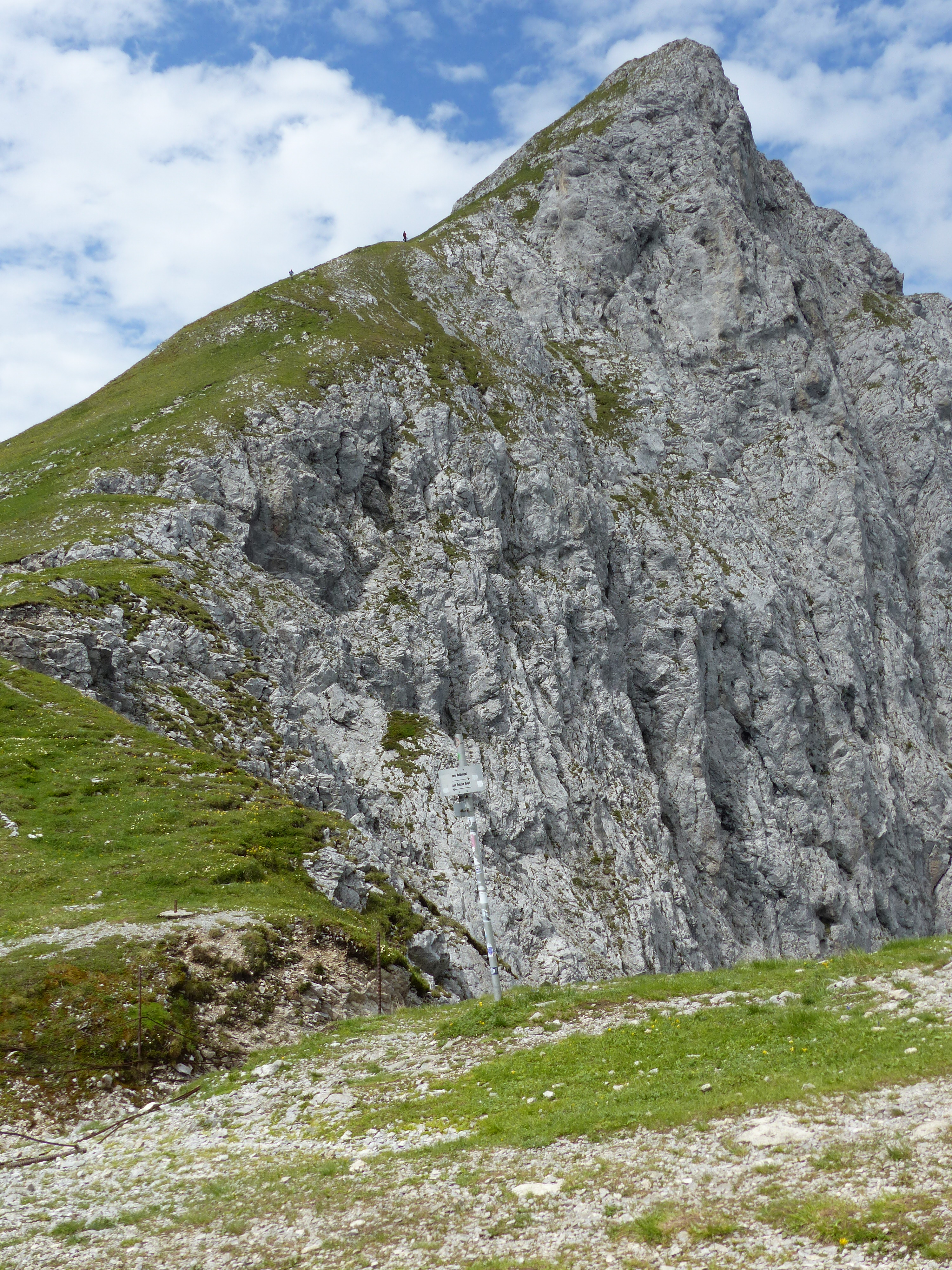
Normalweg auf den Falschen Kogel vom Steinjöchle aus gesehen
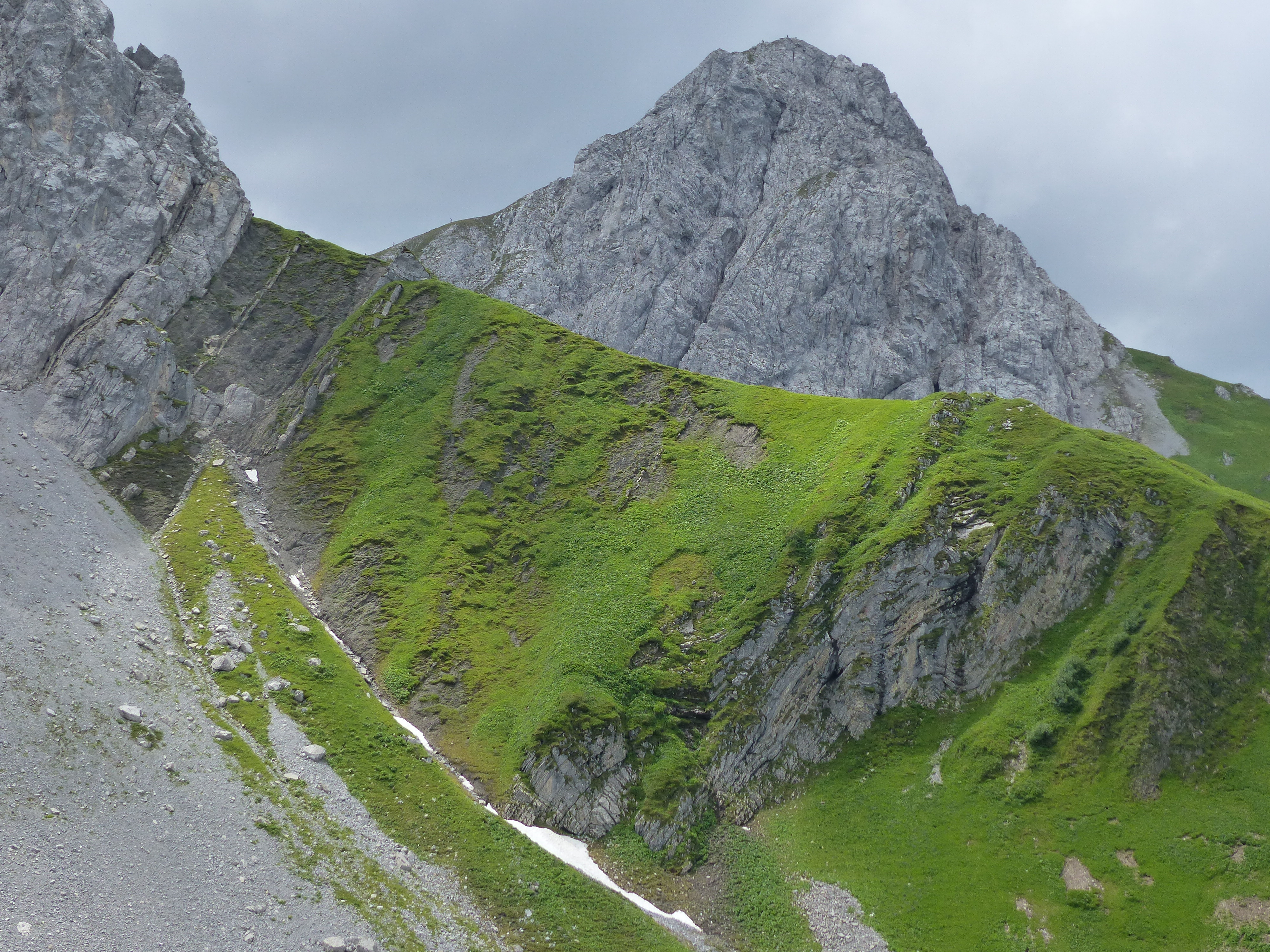
Falscher Kogel von der Anhalter Hütte aus gesehen.